# Klonari
Klonari (gr. Κλωνάρι) – wieś w Republice Cypryjskiej, w dystrykcie Limassol. W 2011 roku liczyła 18 mieszkańców.